# Catalog of Fishes
Catalog of Fishes – internetowa baza danych poświęcona taksonomii ryb, przeznaczona głównie dla ichtiologów i innych biologów, utworzona przez Williama Eschmeyera z California Academy of Sciences w San Francisco oraz Ronalda Fricke z Muzeum Historii Naturalnej (Staatliches Museum für Naturkunde) w Stuttgarcie, przy wsparciu California Academy of Sciences. 

## Opis działalności
Prace nad uruchomieniem bazy rozpoczęły się w latach 80. XX wieku w California Academy of Sciences. Autorzy zebrali i sprawdzili niemal wszystkie znane nazwy rodzajów i gatunków ryb, wykaz oryginalnej literatury dotyczącej tych taksonów oraz informacje o kolekcjach muzealnych z całego świata. Baza jest dostępna on-line i aktualizowana kilka razy w roku. Do zarządzania bazą jest wykorzystywany Microsoft SQL Server i Microsoft Access. Z danych zawartych w Catalog of Fishes korzystają, m.in. FishBase, Integrated Taxonomic Information System i ZooBank. Autorzy 5. edycji Fishes of the World (2016) uznali dzieło Eschmeyera za spektakularne osiągnięcie i w swojej publikacji wielokrotnie odwołali się do jego osiągnięć.